# Torpaskolan, Jönköping

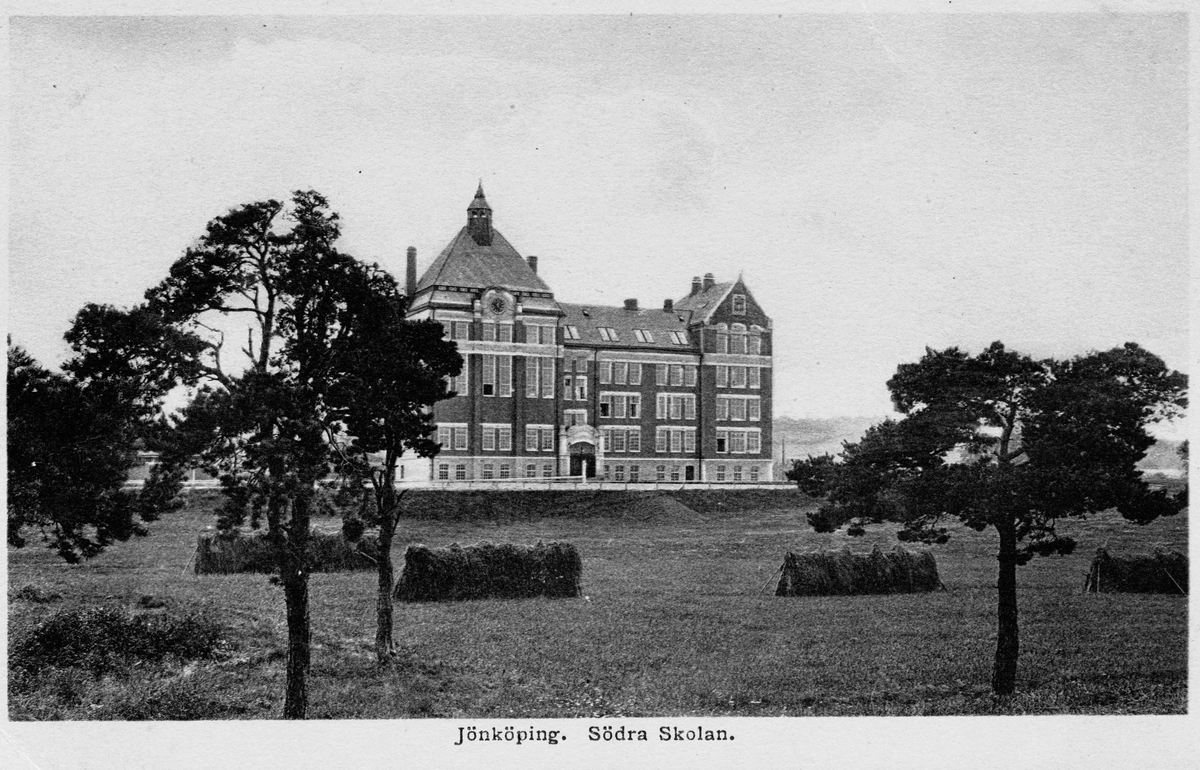
Södra folkskolan, 1910

Torpaskolan, tidigare Södra folkskolan, är  en grundskola i Torpa i Jönköping som uppfördes 1908. Den ritades av August Atterström, liksom den utbyggnad som gjordes 1923. Skolan var vid grundandet en av Jönköpings fyra folkskolor vid sidan av Västra folkskolan, Östra folkskolan och Norra folkskolan.
Skolan utökades 2019–2021 med en ny flygel och matsal i liknande stil som den befintliga byggnaden.
En utbyggnad, med bland annat en flygel i sju våningar för undervisningslokaler, gjordes under 2010-talet på ena sidan av skolans västra sida. På norra delen av skolans västra sida byggdes en ny skolmatsal i ett plan.
Skolan rymmer 440 elever från förskoleklasser till årskurs 6 samt åtta fritidshemsavdelningar. 

## Bildgalleri

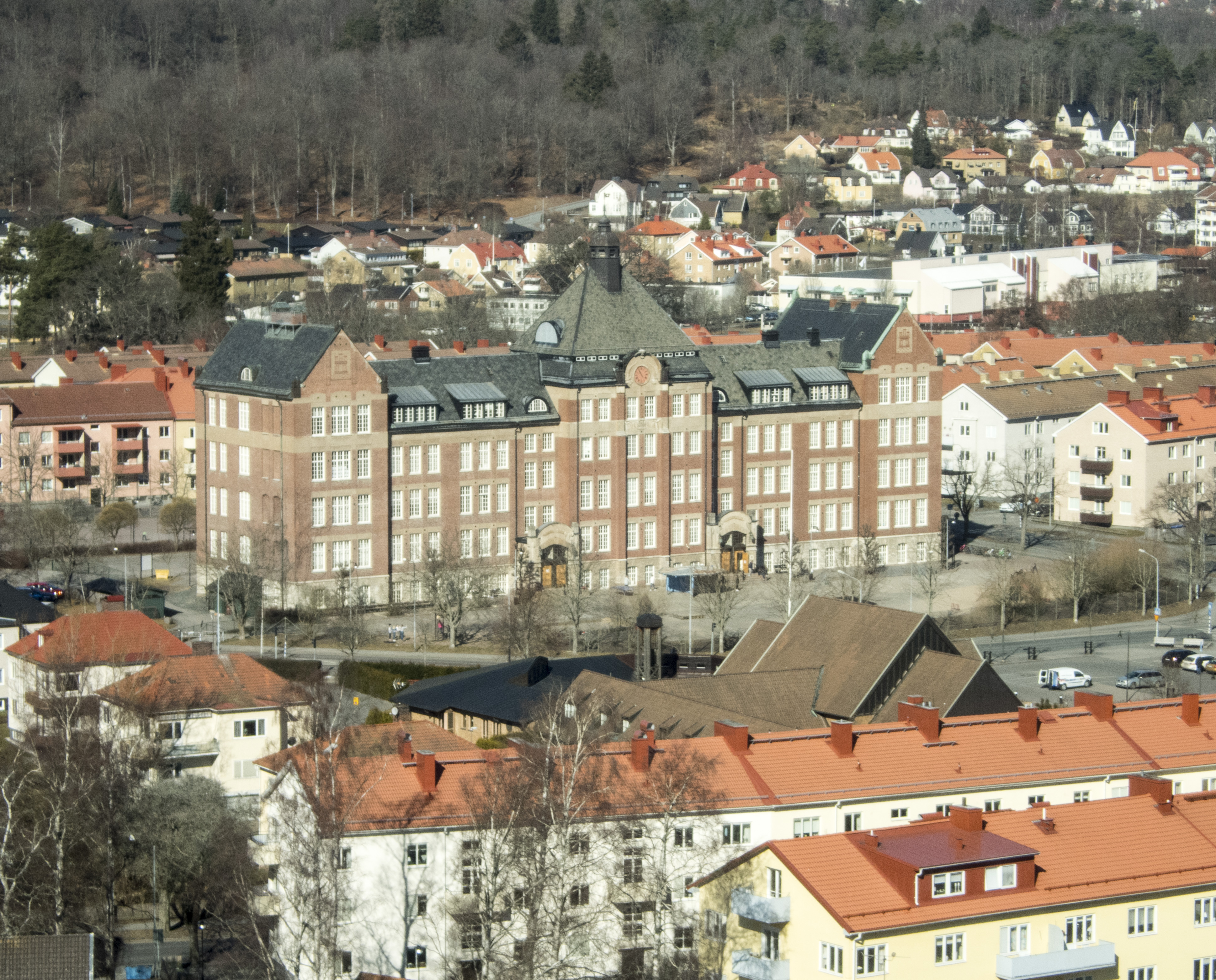
Torpaskolan,2016